# (6537) Adamovich
(6537) Adamovich ist ein Asteroid des Hauptgürtels, der am 19. August 1979 vom russischen Astronomen Nikolai Stepanowitsch Tschernych am Krim-Observatorium in Nautschnyj (IAU-Code 095) entdeckt wurde.
Der Asteroid wurde nach dem belarussischen Schriftsteller, Kritiker und Literaturwissenschaftler Ales Adamowitsch (1927–1994) benannt, der 1988 zu den Gründungsmitgliedern der Menschenrechtsorganisation Memorial gehörte.